# 彼德·希尔顿
彼得·萊斯利·施路頓，CBE（Peter Leslie Shilton，1949年9月18日—）出生於英格蘭萊斯特，是前足球運動員，司職守門員，以125場保持國家隊的出場紀錄。在長達30年的球員生涯中，希尔顿共效力8間俱乐部、出席三屆世界盃、參與兩次歐冠盃決賽及超過1,000場競爭性比賽，施路頓是英格蘭足球中偉大守門員之一及真正的傳奇人物。

## 本地小子成名
施路頓在僅13歲時即開始接受本地球會莱斯特城的訓練，當時球隊的一隊門將戈登·班克斯（Gordon Banks）對他青眼有加，就在短短4年後，年青的施路頓即取代高登·班克斯成為球隊的首選門將，迫使班克斯離開李斯特城。
1966年5月只有16歲的施路頓首度替李斯特城上陣出戰愛華頓，這名年青天才優厚的潛質迅速獲得確定，李斯特城將其世界盃冠軍門將班克斯賣到斯托克城，施路頓從此溶入一隊的生活，甚至在1967年10月一場對修咸頓在門前大腳解圍時射入一球。

## 外部連結
- 希尔顿官方網站
- 英格蘭名人堂
- 足球英雄網站：相片及統計 （页面存档备份，存于）